# Sormás
Sormás è un comune dell'Ungheria di 911 abitanti (dati 2001). È situato nella contea di Zala.